# Stefan Wolfinger
Stefan Wolfinger (* 30. März 1964) ist ein ehemaliger liechtensteinischer Fussballtorhüter.

## Karriere

### Vereine
In seiner Jugend spielte Wolfinger für den FC Balzers, bei dem er dann in den Herrenbereich befördert wurde. Später schloss er sich auf Leihbasis dem Schweizer Verein FC Tuggen an. Nach seiner Rückkehr zum FC Balzers wechselte er zum Hauptstadtklub FC Vaduz, bevor er einen Vertrag beim FC Triesen unterschrieb. Anschliessend verpflichtete ihn erneut der FC Balzers, für den er bis zu seinem Karriereende aktiv war.

### Nationalmannschaft
Wolfinger gab sein Länderspieldebüt für die liechtensteinische Fussballnationalmannschaft am 30. Mai 1990 beim 1:4 gegen die Vereinigten Staaten im Rahmen eines Freundschaftsspiels. Sein zweites Länderspiel absolvierte er am 12. März 1991 im Freundschaftsspiel gegen die Schweiz.